# Туве, Франсуа
Франсуа Мари Пьер Туве (фр. François Marie Pierre Touvet; род. 13 мая 1965, Париж, Франция) — прелат Римско-католической церкви, епископ Шалона с 2015 года.

## Биография
Родился 13 мая 1965 года в Париже в семье морского офицера и домохозяйки. Младший брат государственного советника Лорана Туве. В 1977 году вступил в Ассоциацию гидов и скаутов Европы, став ровером в 1987 году.
В 1983 году окончил Особую военную школу Сен-Сир со степенью бакалавра и поступил в семинарию в Паре-ле-Моньяль. В 1986 году перевёлся в Безансон. Затем проходил военную службу в Школе морских пехотинцев в качестве офицера запаса военного флота. После службы продолжил обучение в семинарии в Лионе и Католическом университете Лиона, который окончил со степенью магистра в области теологии.
28 июня 1992 года был рукоположен в сан священника для епархии Дижона. До 1996 года служил викарием в приходе Ис-сюр-Тиль. Затем исполнял обязанности духовного советника в Ассоциации скаутов и гидов Европы и служил священником в приходе в Селонже. С 1999 по 2004 год был куратором городов Шатийон-сюр-Сен и Кото-де-От-Сен. С 1996 по 2002 год был также епархиальным капелланом Евхаристического движения молодежи (EYM).
Его опыт работы на флоте помог ему в организации программы «Радость и солнце»; в течение семнадцати лет Туве проводил походы с католической молодёжью по каналам Бургундии. Он имеет официальный Квалификационный аттестат на работу руководителем коллектива несовершеннолетних (BAFD).
С 2001 года исполнял обязанности декана Валь-де-Сены. С 2002 года нёс служение куратора прихода в Монтиньи-сюр-Об и исполнял функции епископского викария пастырской области на севере епархии.
С 2004 по 2010 год был викарием архиепархии Дижона. В 2010 году перевёлся в епархию Лангра, где исполнял священническое служение в кафедральном соборе. С 2010 по 2015 год был благочинным епархии Лангра. С 2011 до 2014 год был епископским викарием пастырской области на юге епархии. В 2014—2015 годах нёс служение генерального викария епархии Лангра. В 2015 году был назначен священником в Шомон.
С 2011 года он также служил в военном ординариате в качестве капеллана 61-го артиллерийского полка Шомон-Семутьер и жандармерии Лангра.
23 декабря 2015 года римский папа Франциск назначил его епископом Шалона. 28 февраля 2016 года в соборе Святого Стефана в Шалоне он был хиротонисан в епископы Тьерри Жорданом, архиепископом Реймса, в сослужении с епископами Жильбером Луи и Жозефом де Мец-Нобла На церемонии присутствовал Луиджи Вентура, апостольский нунций во Франции. Всего на церемонии присутствовали двадцать шесть епископов и сто двадцать священников.